# Habropogon striatus
Habropogon striatus là một loài ruồi trong họ Asilidae. Habropogon striatus được Fabricius miêu tả năm 1794.